# Stosuppe
Die Stosuppe (auch Stohsuppe, Stoßsuppe, Milchsuppe oder Rahmsuppe)  ist eine einfache Suppe der österreichischen Küche aus Sauermilch, Sauerrahm, Wasser und Mehl. Einige Rezepte nennen auch Erdäpfel als Zutat. Gewürzt wird meist mit Kümmel, Salz und Pfeffer. Für die Zubereitung wird Wasser mit Kümmel aufgekocht, Sauermilch und Sauerrahm mit dem Mehl glattgerührt, in das kochende Wasser eingerührt und mit Salz und Pfeffer abgeschmeckt. Als Beilage ist Erdäpfelschmarrn oder Kartoffelsterz sehr beliebt, wenn auf die Erdäpfel in der Suppe verzichtet wird.
Das Wort sto kommt von mhd. stouwen ‚stocken‘, ahd. stouwen ‚Einhalt gebieten‘ (verwandt mit ‚stauen‘). In manchen Gegenden Niederösterreichs ist auch noch der Stoseicher (Suppensieb) bekannt. Der Name stammt von geronnener Milch, die man auch als gestockte Milch bezeichnete.
Bis ins 20. Jahrhundert wurde die Stosuppe von vielen Bauern als Frühstück genossen und erst in den 1930ern teilweise vom Malzkaffee verdrängt. In der Steiermark und Niederösterreich ist Stosuppe auch eine beliebte Fastenspeise. Eine ähnliche Suppe ist als Herbstmilchsuppe in der bayerischen Küche und als Polewka (biała polewka) – Weiße Suppe in Polen bekannt.